# Jiří Janák

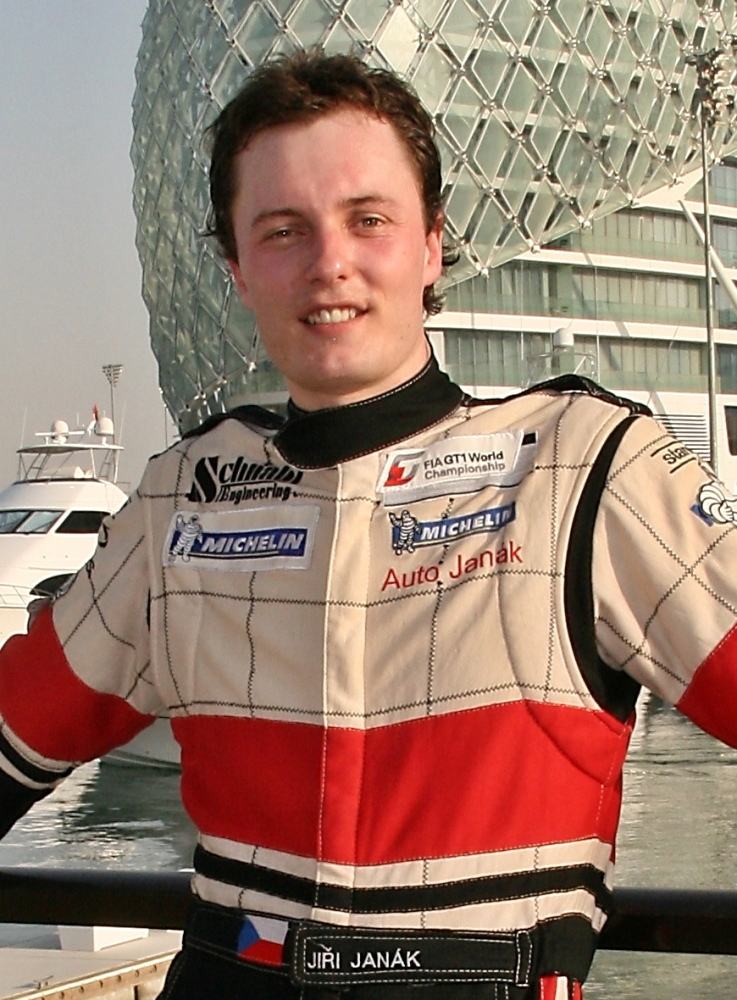
Jiří Janák in 2011

Jiří Janák (Olomouc, 1 augustus 1983) is een Tsjechisch autocoureur.

## Carrière
Janák begon zijn autosportcarrière in 2003 in de Tsjechische Škoda Octavia Cup. Hij eindigde hier als twaalfde. In de jaren die volgden eindigde hij in 2004 als tweede, om het kampioenschap in 2005 en 2006 op zijn naam te schrijven.
In 2005 nam Janák deel aan verschillende races in de Eurocup Renault Mégane V6 Trophy. In 2006 reed hij in het eerste raceweekend van het World Touring Car Championship op het Autodromo Nazionale Monza voor het team Československý Motorsport in een Alfa Romeo 156 Gta. Hij eindigde de races respectievelijk als 21e en 18e. Dat jaar nam hij ook deel aan de Duitse Porsche Carrera Cup.
In 2007 begon Janák ook te rijden in de Porsche Supercup naast de Duitse Porsche Carrera Cup. Hij reed drie jaar in beide kampioenschappen. Na een sabbatical in 2010 reed hij in 2011 in vier raceweekenden van de FIA GT1 voor het Swiss Racing Team, waarin hij niet tot scoren wist te komen.